# 李瀚杰
李瀚杰（1996年7月15日—），藝名盧卡斯，生于马来西亚柔佛居銮。马来西亚YouTube频道BBK Network主持人、棟篤笑演員、辩论员。

## 經歷

### 早期經歷
中学毕业后，李瀚杰通过大学预科班进入马来亚大学经济系。求学期间结识同學陈宏耀，后因一本《正义：一场思辨之旅》结下挚缘。二人活跃于马大辩论队，代表马大参加辩论比赛并且獲得不少獎項。
2018年1月，陳與李受YouTube頻道眼球中央電視臺啓發，開始於YouTube上上載調侃馬來西亞政治的「新聞爆爆看」系列，後在2019年11月停更。隔年，新聞爆爆看更名爲BBK Network，由李瀚杰拍攝類似博恩夜夜秀中「新聞亂報」，調侃時事的單人節目。

### 脫口秀生涯
在2020年2月，BBK Network宣佈舉辦線下脫口秀與辯論比賽。同年三月，由於馬來西亞政府的封城措施，再加上喜來登政變所造成的時局動盪，導致華裔不滿於現狀。而同時，防疫措施也導致華裔觀衆不得不「宅家」，使得李瀚杰的名氣水漲船高。
2022年4月，李瀚杰及其團隊於馬來西亞舉行9場《噴屎嫉俗》脫口秀，獲得大量迴響。根據數據，9場脫口秀均全場爆滿。

## 外部連結
- 卢卡斯 Lucas的Facebook專頁
- 盧卡斯的Instagram帳戶